# 슈테판 코나르스케
슈테판 코나르스케(독일어: Stefan Konarske, 1980년 2월 28일~)는 독일의 배우이다.

## 출연 작품

### 영화
- 마인 브루더 하이스트 로버트 운트 이스트 아인 이디오트 (2018년)
- 청년 마르크스 (2017년) - 프리드리히 엥겔스 역
- 아웃사이드 더 박스 (2015년)
- 모든 것은 끝났다 (2015년)
- 스롤란 마이러브 (2009년) - 에드 역
- 베르테르 (2008년)